# 上海市科学技术委员会
上海市科学技术委员会，简称上海市科委，是主管上海市科学技术事务的市政府组成部门，与中共上海市委的工作机构之一的中共上海市科学技术工作委员会（简称“上海市科技党委”）合称「上海科技两委」。
上海市科委内设15个处室，有30余个下属事业单位，委机关办公地点为人民大道200号的人民大厦内。与其相关的上海市科技党委机关位于大沽路100号的市政大厦内。

## 机构沿革
1958年，中共上海市委设立科学技术领导小组，主管上海的科学技术。1960年7月，将领导小组提升为上海市委科学技术委员会（简称“市委科委”），市委科委的主要职能除主管上海的科技外，还包括领导上海科研单位以及代管中科院所属在沪的机构。
1967年3月，上海市革命委员会成立科学技术组。1977年1月，上海市革会科技组成立党的核心小组，同年10月改称上海市科学技术委员会，上海市科委正式成立。1978年6月，中共上海市科委党组成立，代行党委的职权。1983年6月，成立中共上海市科学技术工作委员会。

## 主要职能
上海市科委的主要职能有，执行与研究起草科技工作的相关法律、法规、规章、方针和政策，上海市的科技发展战略和重大问题与科技发展布局。拟定与实施上海科技发展的中长期规划和年度计划，推荐上海市创新体系建设。上海市科委还负责实施与编制，基础性与应用性和或开发性科研项目计划、上海市重点实验室、科学研究中心和工程技术研究中心、研发公共服务平台建设规划，负责与推荐中华人民共和国科学技术部在上海的各项工作。
上海市科委的主要工作还包括有，指导张江高新技术产业开发区的业务工作、组织实施与制定科普工作规划、科技经费管理、负责相关科技基金项目与科技人才培训、还负责向中国科学院和中国工程院推荐上海市的院士候选人工作。

## 机构设置

### 内设机构
| - 办公室 - 人事教育处 - 体制改革与法规处 - 发展研究处 - 发展计划处 - 条件财务处 - 研发基地建设与管理处 - 国际合作处 | - 基础研究处 - 科普工作处 - 信息技术处 - 高新技术产业化处 - 社会发展处 - 生物医药处 - 总工程师室 |

### 下属事业单位
| - 上海科技馆 - 上海市科技创业中心 （上海市火炬高技术产业开发中心、 上海市高新技术成果转化服务中心） - 上海市生物医药科技产业促进中心（上海新药研究开发中心） - 上海计算机软件技术开发中心 - 上海对外科学技术交流中心 - 沪杏科技图书馆 - 上海市科技成果档案资料馆 - 上海市科学技术奖励中心 - 上海市技术市场管理办公室 - 上海集成电路技术与产业促进中心 - 上海市纳米科技与产业发展促进中心 | - 上海市科技信息中心 - 上海市中国工程院院士咨询与学术活动中心 - 上海科技发展总公司 - 上海市研发公共服务平台管理中心 - 上海生物信息技术研究中心 - 上海组织工程研究与开发中心 - 上海人类基因组研究中心 - 上海南方模式生物研究中心 - 中药标准化研究中心 - 科技部上海培训中心 - 上海市现代管理研究中心 | - 国家上海新药安全评价研究中心 - 国家新药筛选中心 - 上海磁浮交通工程技术研究中心 - 上海微小卫星工程中心 - 上海无线通信研究中心 - 上海微电子装备工程技术研究中心 - 上海信息安全工程技术研究中心 - 上海信息安全基础设施研究中心 - 上海高性能集成电路设计中心 - 上海市防伪技术产品测评中心 |